# Axel Lawarée
Axel Lawarée (ur. 10 września 1973 w Huy) – belgijski piłkarz grający na pozycji napastnika, działacz piłkarski.

## Kariera piłkarska
Axel Lawarée karierę piłkarską rozpoczął w 1981 roku w juniorach Ampsin Sport, w których grał do 1985 roku, po czym w latach 1985–1993 reprezentował barwy juniorów RFC Seraing, po czym przeszedł do seniorskiej drużyny klubu, w której grał do 1996 roku. Następnie w sezonie 1996/1997 reprezentował barwy Standardu Liège, a w sezonie 1997/1998 reprezentował barwy występującej w hiszpańskiej Segundzie División FC Sevilli, po czym wrócił do Belgii, gdzie w latach 1998–2001 reprezentował barwy Excelsioru Mouscron.
Następnie wyjechał do Austrii, gdzie został zawodnikiem SC Bregenz, w barwach której w sezonie 2002/2003 z 21 zdobytymi golami został królem strzelców Bundesligi austriackiej. W latach 2004–2006 reprezentował barwy Rapidu Wiedeń, z którym w sezonie 2004/2005 zdobył mistrzostwo Austrii oraz dotarł do finału Pucharu Austrii, w którym 1 czerwca 2005 roku na Ernst-Happel-Stadion w Wiedniu przegrał 3:1 z Austrią Wiedeń.
Następnie wyjechał do Niemiec, gdzie w sezonie 2006/2007 reprezentował barwy występującego w 2. Bundeslidze FC Augsburg, po czym przeszedł do występującego wówczas będącym trzecim poziomem rozgrywkowym w Niemczech Regionallidze północnej Fortunie Düsseldorf. Po sezonie 2007/2008 nastąpiła reforma hierarchii rozgrywek, w wyniku której trzecim poziomem rozgrywkowym w Niemczech została 3. Liga. W sezonie 2008/2009 awansował z klubem do 2. Bundesligi, a po sezonie 2009/2010 odszedł z klubu. Następnie reprezentował barwy amatorskich klubów: TuS Bösinghoven (2010–2011), RFC Hannutois (2011–2013), Richelle United (2013–2014) oraz JS Vivegnis, w którym w 2014 roku zakończył piłkarską karierę.

### Incydent z Didulicą
26 maja 2005 roku w przegranym 0:1 derbowym ligowym meczu domowym z Austrią Wiedeń został uderzony przez chorwackiego bramkarza Austrii Wiedeń, Joeya Didulicę. Lawarée odrzucił jego przeprosiny, a sam Joey Didulica 24 kwietnia 2006 roku został ukarany grzywną 60 000 euro oraz zakazem gry 8 kolejnych meczów ligowych, a także musiał zapłacić Lawarée’owi zadośćuczynienie w wysokości 1000 euro.

## Sukcesy

### Zawodnicze
Rapid Wiedeń
- Mistrzostwo Austrii: 2005
- Finał Pucharu Austrii: 2005

Fortuna Düsseldorf
- Awans do 2. Bundesligi: 2009

### Indywidualne
- Król strzelców Bundesligi austriackiej: 2003 (21 goli)

## Kariera działacza
Axel Lawarée w 2010 roku założył firmę konsultingową Axel Lawarée Consulting SPRL z siedzibą w Oupeye, która współpracowała z Królewskim Belgijskim Związkiem Piłki Nożnej.
3 listopada 2014 roku został mianowany doradcą sportowym oraz dyrektorem sportowym w Standard Liège, zastępując na tym stanowisku Jean-François De Sarta, który odszedł z tego stanowiska kilka miesięcy wcześniej, natomiast 18 lutego 2016 roku został dyrektorem działu młodzieży klubu, jednak 16 maja 2016 roku klub ogłosił o zakończeniu współpracy z Lawarée.
12 lipca 2016 roku został dyrektorem sportowym w RFC Seraing. W okresie od stycznia 2017 roku do 21 czerwca 2019 roku pełnił funkcję dyrektora technicznego działu młodzieżowego klubu. 21 czerwca 2019 roku klub ogłosił, że Lawarée opuści klub w celu rozpoczęcia pracy w Królewskim Belgijskim Związkiem Piłki Nożnej jako menedżer krajowego centrum piłki nożnej w Tubize.

## Życie prywatne
Axel Lawarée jest żonaty, ma trójkę dzieci.